# Ruffey-lès-Echirey
Ruffey-lès-Echirey – miejscowość i gmina we Francji, w regionie Burgundia-Franche-Comté, w departamencie Côte-d’Or.
Według danych na rok 1990 gminę zamieszkiwało 867 osób, a gęstość zaludnienia wynosiła 78 osób/km² (wśród 2044 gmin Burgundii Ruffey-lès-Echirey plasuje się na 269. miejscu pod względem liczby ludności, natomiast pod względem powierzchni na miejscu 854.).